# Nabil Maalouf
Nabil Maalouf (n. c. 1970) es un médico cirujano y político venezolano del partido Un Nuevo Tiempo. Fue electo como alcalde de Cabimas en las elecciones regionales de Venezuela de 2021 y se desempeñó en el cargo hasta su detención en 2024, a un mes de la juramentación presidencial de 2025. Para entonces era el segundo alcalde del estado Zulia arrestado, después de Rafael Ramírez Colina.

## Educación y carrera
Nabil Maalouf se graduó como médico cirujano de la Universidad del Zulia en 1998. En 1995 se postuló por primera vez como candidato a la alcaldía de Cabimas, estado Zulia. Para entonces, fundó el partido Nueva Alianza de Bienestar Independiente y Legítimo (Nabil) para postular una tarjeta en las elecciones y compitió con los exalcaldes Hernán Alemán y Noé Acosta. Maalouf fue cercano con Alemán, quien fue alcalde durante cuatro períodos, pero se distanció de la política y continuó con su carrera médica.En las elecciones regionales de Venezuela de 2021 fue electo como alcalde de Cabimas con el 57,00% de los votos (47.627 votos) y con el respaldo del gobernador Manuel Rosales.

## Detención
El 7 de diciembre de 2024, funcionarios del Servicio Bolivariano de Inteligencia Nacional (SEBIN) detuvieron a la directora administrativa de la alcaldía, Arelis Ojeda, y a su esposo y director de la alcaldía, Benito Chirinos, quien fue liberado posteriormente. De acuerdo con El Pitazo, las detenciones obedecieron a una presunta investigación después del arresto de un contratista de la alcaldía, el día anterior, que vendió gasolina clandestinamente.
El 10 de diciembre, a un mes de la juramentación presidencial de 2025, funcionarios de inteligencia intervinieron la sede de la alcaldía de Cabimas. Fuentes de Efecto Cocuyo dijeron que se revisaron computadoras y documentas del área administrativa de la alcaldía. Más tarde el mismo día, alrededor de las 2:00 p.m., agentes la Dirección de Inteligencia Especial (DAE) de la Policía Nacional Bolivariana (PNB) allanaron el apartamento de Maalouf y lo detuvieron. Se desconoce si presentaron alguna orden de arresto. Para ese momento, ni el gobierno de Nicolás Maduro ni la alcaldía de Cabimas habían ofrecido explicaciones oficiales por la detención de Nabil ni por la de Arelis Ojeda.Maalouf fue recluido en la sede de la PNB en el municipio San Francisco de Zulia y su privativa de libertad fue confirmada en su audiencia de presentación, en la noche del 12 de diciembre.
El ayuntamiento rechazó la arresto en un comunicado oficial, declaró que consignó todos los requisitos para conseguir su liberación y reiteró su disposición a colaborar con cualquier investigación del Ministerio Público.Los concejales de Cabimas decretaron la ausencia temporal de Nabil ante su detención el 17 de diciembre y designaron al director de infraestructura de la alcaldía, Ramón Chirinos, como alcalde encargado.Para entonces era el segundo alcalde del estado Zulia arrestado, después de Rafael Ramírez Colina. Ambos alcaldes apoyaron al candidato opositor Edmundo González en las elecciones presidenciales de 2024.

## Vida personal
Nabil está casado y tiene tres hijos.